# ナイト・イン・サンフランシスコ
『ナイト・イン・サンフランシスコ』（原題：A Night in San Francisco）は、北アイルランドのミュージシャン、ヴァン・モリソンが1993年12月に録音し1994年に発表した、キャリアを通じて3作目のライブ・アルバム。2枚組CDとして発売された。

## 背景
ジミー・ウィザースプーン、ジュニア・ウェルズ、ジョン・リー・フッカーといったブルース・ミュージシャン、それにモリソンの娘シャナ・モリソンがゲスト・ボーカリストとして迎えられており、シャナは本作の「ビューティフル・ヴィジョン」でレコード・デビューを果たす形となった。

## 反響・評価
イギリスでは5週にわたり全英アルバムチャート入りして最高8位を記録し、モリソンにとって5作目（ベスト盤も含む）の全英トップ10アルバムとなった。
アメリカではセールス的に大きな成功を収められず、Billboard 200では125位に終わった。第37回グラミー賞では、収録曲「イン・ザ・ガーデン/ユー・センド・ミー/アレゲーニー」が最優秀男性ロック・ボーカル・パフォーマンス賞にノミネートされた。
William Ruhlmannはオールミュージックにおいて5点満点中3点を付け「モリソンをショウマンでなく深遠なシンガーソングライターとして見る向きにとっては駄作かもしれないが、紛れもなくライブ・アルバムの第一条件である生々しさを備えている」と評している。また、Parke Puterbaughは『ローリング・ストーン』誌のレビューで5点満点中4点を付け「この素晴らしいパフォーマンスの絶頂は、長大な新アレンジが施された"Moondance"で、この名曲が大胆にリメイクされた」と評している。

## 収録曲
特記なき楽曲はヴァン・モリソン作。

### ディスク1
1. ゲット・ヒールド - "Did Ye Get Healed?" – 4:18
2. イッツ・オール・イン・ザ・ゲーム/メイク・イット・リアル・ワン・モア・タイム - "It's All in the Game/Make It Real One More Time" (Charles Dawes, Carl Sigman/Van Morrison) – 4:19
  - "Sitting in the Park" (Billy Stewart)からの引用を含む[1]。
3. アイヴ・ビーン・ワーキング - "I've Been Working " – 3:23
4. アイ・フォゴット・ザット・ラヴ・イグジスト - "I Forgot That Love Existed" – 6:17
5. ヴァンローズ・ステアウェイ/トランスユーロ・トレイン/フール・フォー・ユー - "Vanlose Stairway/Trans-Euro Train/A Fool for You" (V. Morrison/V. Morrison/Ray Charles) – 6:55
6. ユー・メイク・ミー・フィール・ソー・フリー - "You Make Me Feel So Free" – 3:13
7. ビューティフル・ヴィジョン - "Beautiful Vision" – 4:10
8. シー・ミー・スルー/ソルジャー・オブ・フォーチュン/サンキュー・フォー・レッティング・ミー・ビー・マイセルフ・アゲイン - "See Me Through/Soldier of Fortune/Thank You Falettinme Be Mice Elf Agin" (V. Morrison/V. Morrison/Sylvester Stewart) – 10:17
9. エイント・ザット・ラヴィング・ユー・ベイビー - "Ain't That Lovin' You Baby?" (Ivory Joe Hunter, Clyde Otis) – 4:44
10. ストーミー・マンデイ/ハヴ・ユー・エヴァー・ラヴド・ア・ウーマン/ノー・ローリン・ブルース - "Stormy Monday/Have You Ever Loved a Woman?/No Rollin' Blues" (T-Bone Walker/Billy Myles/Jimmy Witherspoon) – 6:08
11. ヘルプ・ミー - "Help Me" (Sonny Boy Williamson II) – 6:09
  - オルガン・ソロは"Green Onions" (Booker T. Jones, Steve Cropper, Lewie Steinberg, Al Jackson Jr.)からの引用[1]。
12. グッド・モーニング・スクール・ガール - "Good Morning Little School Girl" (Sonny Boy Williamson I) – 3:32
13. テュペロ・ハニー - "Tupelo Honey" – 4:01
14. ムーンダンス/マイ・ファニー・ヴァレンタイン - "Moondance/My Funny Valentine" (V. Morrison/Richard Rodgers, Lorenz Hart) – 9:09

### ディスク2
1. シンフォニー・シド - "Jumpin' with Symphony Sid" (King Pleasure, Lester Young) – 4:47
2. イット・フィルズ・ユー・アップ - "It Fills You Up" – 4:42
3. アイル・テイク・ケア・オブ・ユー/イッツ・ア・マンズ・マンズ・マンズ・ワールド - "I'll Take Care of You/It's a Man's Man's Man's World" (Brook Benton/James Brown, Betty Newsome) – 16:23
4. ロンリー・アヴェニュー/4クロック・イン・ザ・モーニング - "Lonely Avenue/4 O'Clock in the Morning" – 14:50
  - ロンリー・アヴェニュー - "Lonely Avenue" (Doc Pomus)
  - ビー・バップ・ア・ルーラ - "Be-Bop-A-Lula" (Gene Vincent, Bill Davis)
  - 4オクロック・イン・ザ・モーニング - "4 O'Clock in the Morning" (V. Morrison)
  - ファミリー・アフェアー - "Family Affair" (S. Stewart)
  - ユー・ギヴ・ミー・ナッシング・バット・ザ・ブルース - "You Give Me Nothing but the Blues" (V. Morrison)
  - ホエン・ウィル・アイ・ビカム・ア・マン - "When Will I Become a Man?" (Erica Ehm, Tim Thorney)
  - スーナー・オア・レイター - "Sooner or Later" (Vernon, Ross, Shaw)
  - ユー・ギヴ・ミー・ナッシング・バット・ザ・ブルース - "You Give Me Nothing but the Blues" (V. Morrison)
  - ダウン・ザ・ライン - "Down the Line" (Roy Orbison)
  - ロンリー・アヴェニュー - "Lonely Avenue" (D. Pomus)
5. ソー・クワイエット・イン・ヒア/ザッツ・ホエア・イッツ・アット - "So Quiet in Here/That's Where It's At" (V. Morrison/Sam Cooke, James Alexander) – 5:00
6. イン・ザ・ガーデン/ユー・センド・ミー/アレゲーニー - "In the Garden/You Send Me/Allegheny" (V. Morrison/Traditional/S. Cooke) – 9:40
  - モリソンのオリジナル曲"Real Real Gone"からの引用も含まれている[1]。
7. ハヴ・アイ・トールド・ユー・レイトリー - "Have I Told You Lately That I Love You?" – 3:50
8. シェイキン・オール・オーヴァー/グロリア - "Shakin' All Over/Gloria" (Johnny Kidd/V. Morrison) – 11:30

#### 2008年リマスターCDボーナス・トラック
1. クリーニング・ウィンドウズ - "Cleaning Windows" – 3:48

## 参加ミュージシャン
- ヴァン・モリソン - ボーカル、ギター、ハーモニカ、アルト・サクソフォーン
- シャナ・モリソン（英語版） - ボーカル(on "Beautiful Vision")
- ジミー・ウィザースプーン（英語版） - ボーカル(on "Have You Ever Loved a Woman?", "No Rollin' Blues", "When Will I Become a Man?", "Sooner Or Later")
- ジュニア・ウェルズ - ボーカル、ハーモニカ(on "Help Me", "Good Morning Little School Girl")
- ジョン・リー・フッカー - ボーカル(on "Gloria")
- ロニー・ジョンソン - ギター、音楽監督
- ジェイムズ・ハンター - ギター、ボーカル
- ジョン・サヴァンナ - キーボード、ボーカル、バッキング・ボーカル
- ジョージィ・フェイム - ハモンドオルガン、ボーカル、バッキング・ボーカル
- ニッキー・スコット - ベース、バッキング・ボーカル
- ジェフ・ダン - ドラムス
- ティーナ・ライル - ヴィブラフォン、パーカッション、リコーダー、バッキング・ボーカル
- ケイト・セント・ジョン - オーボエ、テナー・サクソフォーン、ソプラノ・サクソフォーン、バッキング・ボーカル
- キャンディ・ダルファー - アルト・サクソフォーン、バッキング・ボーカル
- Haji Ahkba - フリューゲルホルン、MC、バッキング・ボーカル
- ブライアン・ケネディ - ボーカル、バッキング・ボーカル